# پرگینیو
پرگینیو (انگلیسی: Preguinho؛ ۸ فوریهٔ ۱۹۰۵ – ۱ اکتبر ۱۹۷۹) یک بازیکن فوتبال اهل برزیل بود.